# Коректура
Коректу́ра (від лат. correctura — «виправлення», «поліпшення») — процес виправлення граматичних і технічних помилок та недоліків, як в текстових, так і графічних матеріалах, підготовлених для копіювання друкарським (або будь-яким іншим) способом.
Традиційна коректура — галузь видавничої практики, що пов'язана з виконанням коректорами виправлень у коректурних відбитках і пробних за традиційними методиками та техніками.
Комп'ютерна коректура — коректура, в якій процеси виправлення авторського чи видавничого оригіналу відбуваються в його електронній версії і з використанням відповідних можливостей програмного забезпечення.
Для коректури з набірної форми на коректурних верстатах виготовляються пробні коректурні відтиснення. При звіренні відтиснення з текстом оригіналу виявляються помилки, які можуть бути результатом неуважності і недостатньої кваліфікації складача, неправильної підготовки набірної каси або несправностей в набірній машині, а також низької якості самого оригіналу; разом з орфографічними і пунктуаційними помилками в наборі можуть бути і технічні огріхи.
Для позначення на відтисненні виявлених помилок застосовують систему коректурних знаків.

## Види коректур
Існують чотири види коректур: друкарська; коректура видань, що випускаються по оригінал-макетах; видавнича коректура і коректура репродукційних друкарських форм. Друкарська і додрукарська коректура видань по оригінал-макетах передбачають виправлення помилок в наборі, що виникли на всіх стадіях набірного процесу; видавницька коректура включає виправлення автора, редактора і технічного редактора; коректура репродукційних друкарських форм полягає в звіренні пробних однобарвних або багатобарвних відтиснень з оригіналом (наприклад, картиною, що знаходиться в музеї) і письмовій вказівці на берегах відтиснення (без спеціальних знаків) виправлень, які повинні бути внесені до форми (наприклад, підсилити або ослабити друкарські елементи на формі).

## Історія коректури
Коректура — ровесниця видавничої справи. Коректування (як виправлення будь-яких написів) з'явилося з появою писемності. У видавничій справі протягом тисячоліть відбувалися кардинальні зрушення: змінювалися не тільки системи письма, а й видавничі матеріали (глина, папірус, пергамент, папір), форми видавничої продукції (дощечки, сувій, кодекс); удосконалювалися способи відображення інформації (рукопис, друк на гутенбергівському верстаті, подальший розвиток техніки і, відповідно, основних і спеціальних видів друку). А з поступом усієї видавничої справи, звісно, розвивалися і прийоми виправлення помилок у виданнях.
Професія виправляча (коректора) була відомою вже у Давньому Римі: в тамтешніх книжкових магазинах працювали люди, котрі за окрему платню виправляли замовнику текст придбаної книги.
У Високому Середньовіччі у руських скрипторіях працювали справники. Вони «справлялися» з раніше виконаними копіями книжки, яку потрібно було переписати (тому й називалися справниками). Зіставляючи її варіанти, справники обирали найоптимальніший, що ставав основним, а решту різночитань виписували на берегах книжки. Тож завдання справників були багатогранними: крім власне коректорської роботи, вони виконували ще й редакторську і текстологічну. Із початком друкарства професія справника наблизилася до редакторської.
В Іпатіївському списку «Повісті врем'яних літ» його дослідник Леонід Махновець виявив виправлення коректурно-редакторського характеру, про які зазначив у примітках до видання «Літопис руський». Запис про події 1099 р. у літописі теж підлягав виправленням, причому техніка їх внесень почасти відмінна:
А Святополк учинив раду з ляхами і рушив до Пінська. Він послав по військо, і прибув до Дорогобужа, і діждався тут воїв своїх, [і] пішов на Давида до города [Володимира]. А Давид заперся в городі, надіючись помочі [дістати] в ляхів проти Святополка, бо вони сказали були йому: «Якщо на тебе прийдуть руські князі, то ми тобі будемо помічниками». І збрехали вони, бо взяли золото у Давида і в Святополка. Святополк, отож, обступив город, а Давид [був] у городі.
В Іп. «и вь Святополка» видряпано і викреслено, але помилково; у Лавр. «у Давида и у Святополка».
Таким чином, коректурні виправлення у руські рукописні книги вносили, підчищаючи, видряпуючи, закреслюючи помилкові та дописуючи правильні елементи.
У часи Відродження, як і в часи рукописної книги, тексти виправляли не професіонали-коректори, а найосвіченіші люди, з глибокою мовною підготовкою. Втім, це явище можна зауважити й в усі подальші століття. Наприклад, у XVIII ст. у Великій Британії коректурою займалися такі знаменитості, як письменник О. Голдсміт і літературознавець С. Джонсон.
Однак, підкреслимо: зародження друкарства призвело до формування видавничих і друкарських спеціалізацій, і в тім числі й коректорської. Так, Альд Мануцій (1449—1515), засновник т. зв. «Нової Академії», зібрав 30 найкращих учених сучасності, які виправляли помилки у середньовічних списках текстів античної класики. До їхніх обов'язків входила й коректура, і це великою мірою забезпечило досконалість альдин — видань Альда Мануція. Тому прийнято вважати, що цей венеціанський видавець стояв біля витоків коректури.
В епоху Відродження книга стрімко поширилися в Європі, стала доступною широким верствам населення. Американські дослідники Д. Брайант і С. Томпсон стверджують: На початок XVI ст. в Західній Європі існувало понад 250 друкарських майстерень, що випускали понад 35 тис. різноманітних видань загальним накладом від 15 до 20 млн примірників…
Такий розмах молодої друкарської справи визначив потребу у сотнях видавничих працівників, а значить і коректорах. У цей час посилюються і фахові вимоги до них. Наприклад, у Франції бажаючий вступити до ремісничого цеху друкарів повинен був не менше чотирьох років ходити в учнях і не менше трьох років попрацювати за обраним фахом (складача, коректора тощо), також вивчити грецьку і латинську мови, знатися на нормах моралі та релігії. На іспиті за здобувача мали проголосувати хоча б три екзаменатори.
З початку XVII ст. розпочалося теоретичне осмислення коректорської професії: у 1608 р. латинською мовою вийшла перша книжка з коректури — «Ортотипографія» («правильне друкування»). Тож у XVII ст. професія коректора остаточно відокремилася від редакторської.
Відтоді активно витворюється професіограма коректора, визначаються найпосутніші риси його особистості. Так, у Голландії у XVII ст. на коректорську працю брали тільки жінок, оскільки вони акуратніші та менш самовпевнені. А століттям пізніше в «Енциклопедії» знаменитих французьких просвітителів Д. Дідро і Ж. Д'Аламбера були окреслені такі необхідні знання і характеристики коректора:
…щоб він знав бездоганно принаймні ту мову, якою написана праця; те, що потребує здоровий глузд у тексті будь-якого змісту; щоб він умів ставитися з недовірою до своїх знань; щоб він знав правопис і пунктуацію.
На теренах України остаточне розрізнення коректорської і редакторської справи відбулося теж у XVII ст. У цей часу у друкарні Києво-Печерської лаври працювали «столпоправителі», а у львівській братській друкарні — «дозорці», які звіряли гранки або верстку складеного тексту з оригіналом —"екземпляром", «списком» (його готували справники).
За свідченням відомого книгознавця О. Гусєвої, техніка внесення коректурних виправлень, якою послуговувалися тодішні українські коректори, була, з одного боку, аналогічною західноєвропейській, а з іншого — суттєво відмінною від прийнятої у Правильній палаті московського Друкарського двору.
Російські коректори у кожному примірнику накладу помилкові літери, склади забілювали, а виправлення вносили вручну, — використовуючи штамп або вписуючи чорнилами правильний елемент. Цей спосіб внесення коректурних виправлень в українських стародруках дослідниця виявила лише один раз — у київському «Полууставі» (1682).
Втім, схожа техніка коректурних виправлень у виготовленому накладі зафіксована і в Україні: новгород-сіверський друкар Семен Явлинський і львівський друкар Василь Ставницький вдавалися до наклейок, попередньо вискоблюючи у тексті помилкові елементи. Таким чином виправлені помилки у новгород-сіверських виданнях І. Галятовського «Скарбниця потребна» (1676); Д. Ростовського «Чуда Діви Марії» (1677); львівському «Євангелії» (1704) та інших книгах згаданих друкарень.
Зазвичай же тогочасні українські коректори з друкарень Києво-Печерської лаври, Львівського братства, уневського Успенського та чернігівського Троїцько-Іллінського монастирів чинили по-іншому: вони не вносили виправлення безпосередньо у текст, а додавали до видань списки друкарських помилок, супроводжуючи їх вибаченнями перед читачем.
У XVIII ст. європейські віяння далися взнаки також у тому, що по друкарнях України поширилася назва професії «коректор».
У XIX ст. видавнича справа в Україні пережила важкий тиск царської цензури. Тож, закономірно, коректорська професія не була широко представлена в усіх нечисленних видавничих структурах. Приміром, у 30-х рр. XIX ст. друкарня Київського університету мала лише одного коректора, та й той був «сумісником». Поглянемо на фрагмент із «Правил для управління друкарнею університету Святого Володимира»: При друкарні, для ведення справ, перебуває канцелярський службовець вищого окладу, який заступає також місце коректора і одержує жалування рівномірно з каси університету. Примітка. З розширенням обсягу роботи друкарні може бути визначений окремий коректор.
У XIX — на початку XX ст. в Україні про сам процес коректування говорили не «читати коректуру», а «тримати коректуру». А опрацьовувані під час коректування аркуші здебільшого називали «коректою», а не «коректурою». Особисто тримали коректу найвідоміші українські вчені, митці, журналісти, видавці.
С. Єфремов у 1924 р. у щоденнику нотував:
6 квітня. Дали мені в коректі перечитати частину праці Заславського про Драгоманова. Праця хороша, тон гарний і помилок мало, та й ті дрібні. 14 жовтня. Надто насунуло роботи. Словник, коректа Словника і «Люборацьких», кілька статей книги про Левицького, на термін дуже близький і щоденна метушня в Академії. Просто не знаю, за що хапатись і як з усього того вискочу. 16 жовтня. Коректура й інша робота все допікає.
У цей період, поряд з друкарським і видавничим коректорами, з'явилися вужчі фахи: коректор-зчитувач і підчитувач, а також ревізійний коректор, що перевіряв текст без оригіналу. Отже, спектр коректорських спеціалізацій склався цілковито.
У XX ст. видавництва, редакції і друкарні були немислимі без коректорської служби — у радянських видавничих структурах працювали тисячі коректорів. Активно провадилася як видавнича, так і друкарська коректура. Вже на початку 1920-х рр. набула розвитку система професійної підготовки коректорів: спочатку були започатковані спеціальні школи, а пізніше й технікуми.
Розгалужена система коректури обумовлювалася тим, що рукопис багато разів передруковувався: щонайменше двічі — у видавництві, а потім ще одне складання (ручне, монотипне, лінотипне) — у друкарні. А на всіх етапах клавіатурного процесу, зрозуміло, виникали численні помилки.
Вимоги до коректорів були надзвичайно високими, а особливо непростимими вважалися «ідеологічні» помилки. Так, з роботи звільняли за один перенос чи переставлену літеру,— якщо через них виникали «крамольні» наслідки. Наприклад, залишили у складанні «Бри-гади комуністичної праці», «Леонід Ілліч Брехнєв», «мраксизм», «історична промова Гітлера» замість «істерична промова Гітлера» — і коректор шукав нову роботу. Отож друкарські та видавничі коректорати забезпечували майже стовідсоткове вичитування оригіналу.
У XX ст., із метою оптимізації редакційно-видавничого процесу, почали застосовувати безгранковий метод (з пропущеним етапом коректури в гранках). Інший, економічний, стимул до швидкої та ефективної праці учасників видавничого процесу — штрафи за необхідність зайвої коректури і, відповідно, додаткові виправлення.
Однак, реальне скорочення клавіатурних процесів і пришвидшення внесення будь-яких виправлень у складання відбулося тільки з комп'ютеризацією видавничої справи. Відтак, крім традиційної, з'явилася комп'ютерна коректура. І це стало новою віхою в історії цієї видавничої спеціальності.
Коректура — чи не найконсервативніша царина видавничої практики, що зумовлюється, з одного боку, нормуванням літературної мови, а з іншого — побутуванням цілої низки офіційних документів, спрямованих на регламентацію редакційно-видавничого процесу. З перших десятиліть XX ст. активно розвивається стандартизація видавничої продукції: приймаються відповідні державні стандарти, розроблюються інструкції. Звісно, дотикалися вони і коректури.
Як бачимо з цього стислого історичного екскурсу, коректура розвивалася поступово і невпинно, органічно перебуваючи у системі видавничої справи. Поява друкарських верстатів, пізніше — розвиток парку друкарських машин, винайдення комп'ютера, що призвело до революційних змін як у видавничих, так і поліграфічних технологіях, — все це позначалося на коректурі. З удосконаленням комп'ютерної техніки її виконання не тільки скорочувалося за обсягом і часом, але й набувало нових форм буття — до коректора-людини долучилася машина із лінгвістичним програмним забезпеченням.

## Сучасний стан коректорської справи в Україні
Сучасний стан коректорської справи однозначно оцінити неможливо. Звичайно, у великих розвинутих видавництвах існують потужні коректорати, але більшість невеликих видавництв, а також редакцій газет, журналів намагаються за рахунок посади коректора зекономити. Професійні обов'язки коректорів найчастіше виконують технічні редактори. Але це є неправильно, тому що коректор і технічний редактор мають різну спеціалізацію, виправляють різні помилки. Наслідок такої «економії» очевидний — у газетах, а ще гірше у книжках трапляються такі абсурдні помилки, що іноді навіть стає страшно. Ці помилки ніби вияв неповаги й халатного ставлення до майбутнього читача.
Важливим етапом у розвитку коректури стала комп'ютеризація видавничого процесу, що допомогло значно скоротити період підготовки видань до випуску. Але поява численних допоміжних програм для коректорів та редакторів зумовила більш неуважне їх ставлення до своїх професійних обов'язків. Але ж комп'ютерні програми іноді не бачать або створюють дуже жахливі помилки (перекручують імена, прізвища, слова, навіть змінюють зміст речень):

## Коректор як співробітник редакції чи видавництва
Слово «коректор» — латинського походження (corrector — «той, хто виправляє друкарські помилки при підготовці видання»). Окрім видавництва посада коректора віддавна «прописалася» також у друкарні. Солідне поліграфічне підприємство, яке дбає про високу репутацію серед постійних і нових замовників, прагне мати в себе представника цих редакторських професій, щоб уникнути можливих помилок на завершальному етапі виготовлення видавничого продукту.
У видавництві коректор (або ціла коректорська служба) працює під безпосереднім керівництвом головного редактора.
До найголовніших функціональних обов'язків коректора належать:
- зрівняння видавничого оригіналу з авторським після внесення редакторських правок;
- усунення орфографічних, пунктуаційних помилок, буквених неточностей та технічних огріхів верстки;
- уніфікація тексту;
- виявлення смислових, логічних стилістичних та фактологічних помилок;
- звіряння цитат і використаних текстів за першоджерелами;
- уважне читання специфічних елементів тексту (висновків, дефініцій, дат, чисел, імен);
- спеціальна звірка з оригіналом;
- перевірка правильності побудови таблиць, рисунків і креслень, відповідність їх підписів до коментування в тексті;
- перевірка вихідних відомостей в останній підписній верстці;
- звіряння сигнального примірника;
- звіряння ідентичності назв, розділів, параграфів тощо;
- стеження за правильною розбивкою тексту на абзаци, особливо в останній верстці.